# 黃曾銘

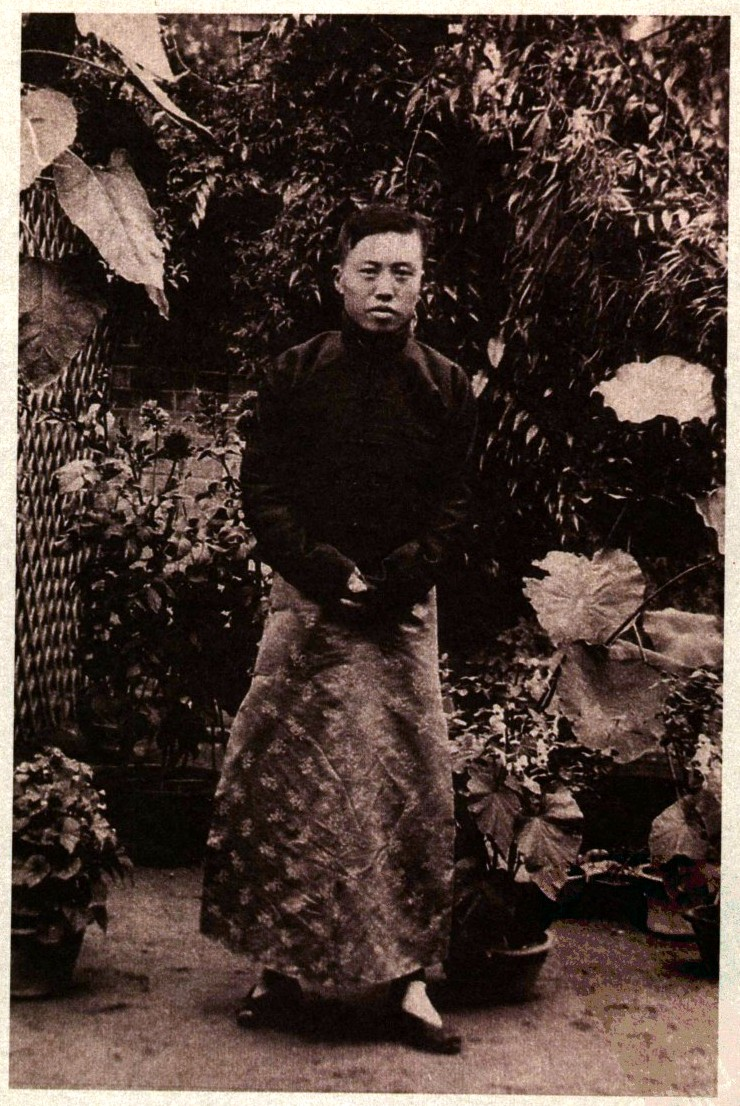
黃曾銘

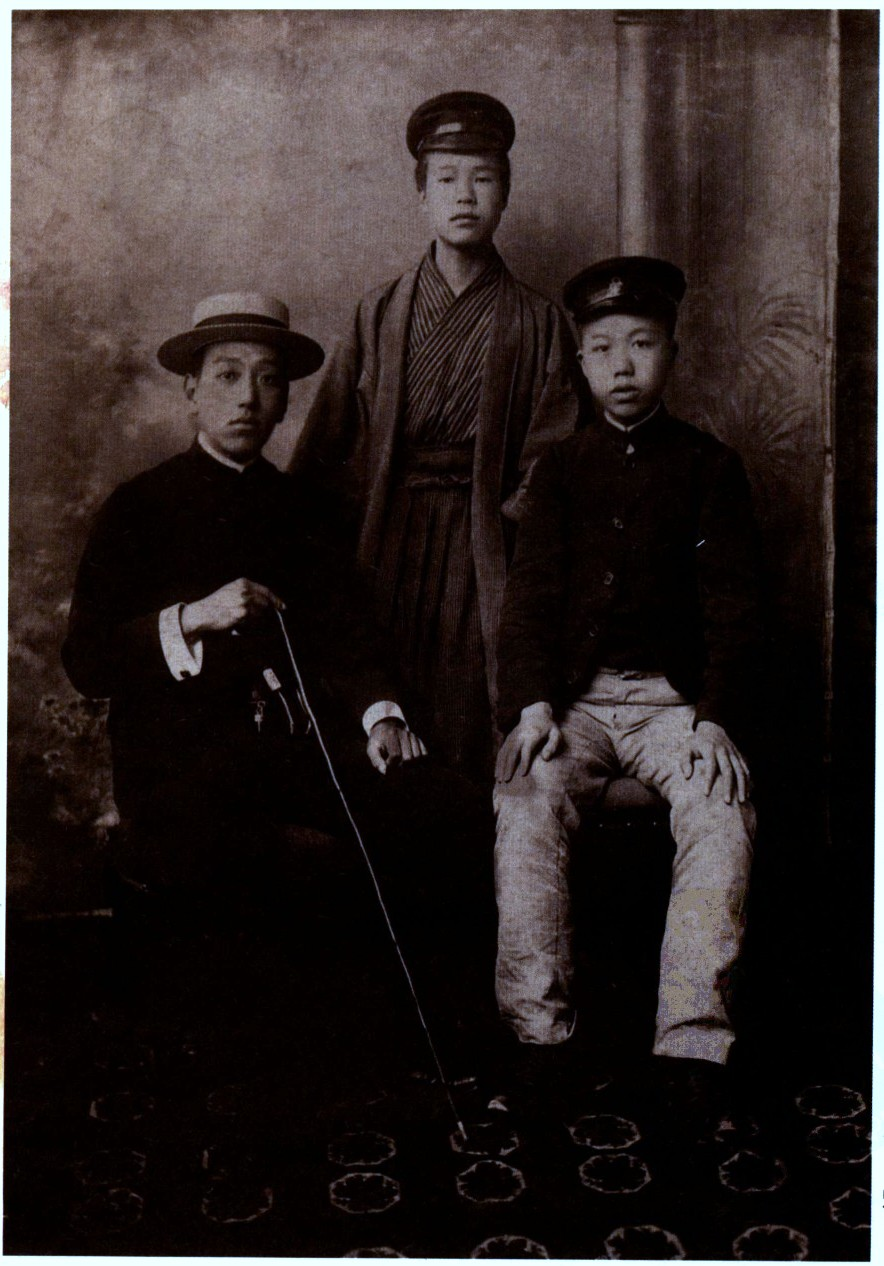
日本遊學時期，右為黃曾銘

黃曾銘（1887年？月？日—1934年？月？日），字述西，小名阿貝，男，浙江瑞安人，清末民初政治人物。宣統二年工科進士，曾留學日本東京高等工業學校。
瑞安黃氏是三代翰林、一門五進士家族，其祖父黃體立（咸豐六年進士）、伯祖父黃體芳（同治二年進士），其父黃紹第（光緒十六年進士）、伯父黃紹箕（光緒六年進士）均是進士，子女黃宗江、黃宗英、黃宗洛均是表演艺术家。

## 生平
光緒廿九年（1903年）二月到日本留學，自費，入同文書院、弘文學院、正則英語學校，甲辰18歲。
宣統二年（1910年）九月二日，內閣奉上諭：黃曾銘著賞給工科進士。
宣統三年（1911年），授職翰林院庶吉士。
民國6年（1917年）8月25日，派交通部電器技術委員會正委員。
民國6年（1917年）9月8日，派交通部交通研究會會員。
民國9年（1920年）8月26日，派充交通部電政司電氣科科長。
民國12年（1923年）11月29日，派鹽務署總務處第三科科長。
民國23年（1934年），傷寒病故於青島，時年四十七。